# DijahSB
DijahSB, de son vrai nom Khadijah Payne, est une personnalité canadienne du rap née en 1993 à Toronto, Ontario. DijahSB s'identifie comme une personne non-binaire et utilise le pronom iel (traduction de they singulier en anglais).

## Biographie
DijahSB fait ses débuts sur la scène hip hop en 2011 en publiant de la musique sous le nom de Kzaraw au sein du groupe de rap Class of 93,. Par la suite, l’artiste se rebaptise DijahSB, nom inspiré du modèle de chaussure de marque Nike SB.
En 2016, l'artiste publie de manière indépendante un EP intitulé Manic Luxury. Son premier album, intitulé 2020 the Album, sort à l'été 2020,. À la suite de la sortie de son premier album, DijahSB signe une entente avec la maison de disques AWAL et quitte son travail en vente au détail chez Apple Store pour entreprendre une carrière musicale à plein temps.
Son deuxième album, intitulé Head Above the Waters, sort en avril 2021. DijahSB fait alors partie de la liste des 20 musiciens du Now The sound of Toronto in 2021. L'artiste collabore notamment avec Janette King et le rappeur brésilien niLL,.
Head Above the Waters fait partie des albums en nomination aux Prix de musique Polaris. Le titre Frontin' Like Pharrell a été nommé au 2021 SOCAN Songwriting Prize. Le titre Green Line mettant en vedette Terrell Morris sort en janvier 2022.

## Vie privée
DijahSB s'identifie comme une personne non-binaire,.

## Discographie

### EP
- 2015 : Blue
- 2016 : Manic Luxury
- 2020 : Girls Give Me Anxiety

### Albums
- 2020: 2020 the Album
- 2021: Head Above the Waters